# 格里斯海姆
格里斯海姆（德語：Griesheim，發音：[ˈɡʁiːsˌhaɪm] ⓘ）是德国黑森州达姆施塔特行政区达姆施塔特-迪堡县的城市，面积21.55平方千米，2023年12月31日人口为28,210人。